# Бравин, Евгений Леонидович
Евгений Леонидович Бравин (12 февраля 1885, Пермь, Пермская губерния, Российская империя — 20 января 1972, Ленинград, Советский Союз) — советский военно-морской деятель, специалист в области морской артиллерии, доктор технических наук  (1939), профессор (1930), академик Академии артиллерийских наук (1947), инженер-контр-адмирал (21.05.1941).

## Биография
В 1904 году окончил Ярославскую классическую гимназию.
Поступив на кораблестроительное отделение Петербургского политехнического института, благополучно окончил его в 1912 году, сдал экзамены за полный курс Морского инженерного училища в этом же году.
Был юнкером по кораблестроительной части на Балтийском флотском экипаже, а после сдачи экстерна за Морское инженерное училище произведён в корабельные гардемарины-судостроители и назначен на линкор «Андрей Первозванный». С ноября 1912 конструктор Артиллерийско-технического отдела Адмиралтейского судостроительного завода. Назначен заведующим Артиллерийско-техническим отделом, где прослужил с 1915 по 1917. После Революции 1917 служил рядовым инженером технического отдела. В 1918 участвовал в установке артиллерийских батарей на Восточном фронте. В связи с ликвидацией технического бюро уволен с завода и переведён в распоряжение Казанского губернского совета народного хозяйства. В 1918—1920 — заведующий проектно-техническим бюро Волжского завода Морского ведомства. Участник Гражданской войны. В 1919 избран профессором Казанского политехнического института, но в 1920 уволен по болезни.
Зачислен на учёт по кораблестроительному отделу управления Морских сил (1920—1921), избран профессором Военно-морской академии по кафедре проектирования артиллерийских установок отдела оружия, где преподавал с 1922 по 1926. В это же время, одновременно преподавал в Школе водного транспорта на корабельном отделении Петроградского политехнического института и в Военно-морском инженерном училище. С 1923 по 1934 по совместительству работал в техническом бюро. С 1926 старший руководитель по проектированию морских артиллерийских орудий Военно-морской академии и преподаватель. С 1931 по 1934 старший руководитель цикла, начальник кафедры, факультета военно-морского оружия Военно-морской академии. С 1934 помощник начальника 4-го отдела НИИ артиллерийского института Военно-морских сил, затем старший руководитель и начальник кафедры стрелково-пушечного вооружения самолетов Военно-воздушной академии им. профессора Н. Е. Жуковского. Там им были написаны 17 научных работ.
С июля 1940 профессор, а с 1942 года начальник кафедры артиллерийского оружия и артиллерийских установок Военно-морской академии (до 1945). После создания Военно-морской академии кораблестроения и вооружения им. А. Н. Крылова преподавал там, на кафедре артиллерийских установок (1945—1949) и орудий (1949—1952) артиллерийского факультета. Одновременно был привлечён Военно-морским научно-исследовательским институтом к обработке данных с полигона орудий тяжёлого калибра. Член Академии артиллерийских наук с 1947, с октября 1948 член военно-морской экспертной комиссии.
С июля 1952 в отставке. Умер в Ленинграде, похоронен на Большеохтинском кладбище.

## Звания
- Поручик корпуса корабельных инженеров русского императорского флота 6 декабря 1914;
- Штабс-капитан русского императорского флота в 1915;
- Инженер-флагман 3-го ранга[1];
- Инженер-контр-адмирал[2][3].

## Награды
Награждён орденами Святой Анны 3-й степени, Святого Станислава 3-й степени, советскими орденами Ленина, Красной Звезды, 2 орденами Красного Знамени, медалями.